# Suffragio censitario
Con suffragio censitario si intende un caso particolare del suffragio ristretto, ossia un sistema politico in cui può accedere al voto solo una parte della popolazione, in base ad un determinato standard di reddito; è il contrario del suffragio universale in cui tutti i cittadini hanno il diritto di votare.

## Storia
In Inghilterra e Galles, la Reform Act 1832 aumentò il numero degli aventi diritto di voto, accrescendo le dimensioni del corpo elettorale da circa 400.000 elettori a 650.000, e portando così la quota dei cittadini con diritto di voto a 1 su 6 maschi adulti, rispetto ad una popolazione di circa 14 milioni. Le condizioni sul censo dipendevano dalla zona abitata (città o campagna) e dal valore del canone annuo di locazione della propria abitazione, che, a seconda del caso doveva essere maggiore od uguale ad un valore compreso tra 10 e 50 sterline.
Nel 1848 il Granducato di Toscana concesse un suffragio censitario esteso anche alle donne.
Nel Regno d'Italia il suffragio fu censitario sino al 1912, quando la legge n. 666 del 30 giugno concesse il diritto di voto a tutti i cittadini maschi di età superiore ai trent'anni e ai maschi maggiorenni di età inferiore che rispettassero le condizioni di censo in vigore in precedenza. 